# Faber Grand Prix 1999
Faber Grand Prix 1999 — жіночий тенісний турнір, що проходив на закритих кортах з твердим покриттям у Ганновері (Німеччина). Належав до турнірів 2-ї категорії в рамках Туру WTA 1999. Відбувсь усьоме і тривав з 15 до 21 лютого 1999 року. Перша сіяна Яна Новотна здобула титул в одиночному розряді й отримала 80 тис. доларів США.

## Фінальна частина

### Одиночний розряд
Яна Новотна —  Вінус Вільямс, 6–4, 6–4
- Для Новотної це був 1-й титул в одиночному розряді за сезон і 24-й (останній) — за кар'єру.

### Парний розряд
Серена Вільямс /  Вінус Вільямс —  Александра Фусаї /  Наталі Тозья, 5–7, 6–2, 6–2

## Учасниці

### Сіяні учасниці
| Країна    | Гравчиня       | Рейтинг | Сіяна |
| --------- | -------------- | ------- | ----- |
| Чехія     | Яна Новотна    | 3       | 1     |
| США       | Вінус Вільямс  | 6       | 2     |
| Німеччина | Штеффі Граф    | 7       | 3     |
| Швейцарія | Патті Шнідер   | 8       | 4     |
| Франція   | Наталі Тозья   | 10      | 5     |
| Франція   | Сандрін Тестю  | 15      | 7     |
| Австрія   | Барбара Шетт   | 19      | 8     |
| Італія    | Сільвія Фаріна | 20      | 9     |

### Інші учасниці
Нижче наведено учасниць, які отримали вайлдкард на участь в основній сітці:
- Андреа Гласс
- Дженніфер Капріаті
- Сабін Аппельманс

Нижче наведено учасниць, що отримали вайлдкард на участь в основній сітці в парному розряді:
- Дженніфер Капріаті /  Штеффі Граф

Нижче наведено гравчинь, які пробились в основну сітку через стадію кваліфікації:
- Емілі Луа
- Анн-Гель Сідо
- Каріна Габшудова
- Барбара Ріттнер

Як щасливий лузер в основну сітку потрапили такі гравц:
- Міріам Ореманс